# Puán
Puán è una stazione della linea A della metropolitana di Buenos Aires.
Si trova sotto all'avenida Rivadavia, in corrispondenza dell'incrocio con avenida Puán, nel quartiere Caballito.

## Storia
La stazione è stata inaugurata il 23 dicembre 2008, quando la linea venne prolungata fino alla stazione di Carabobo.

## Servizi
La stazione dispone di:
- Biglietteria a sportello
- Biglietteria automatica